# Hans Ulrich Reck
Hans Ulrich Reck (* 1953 in Schönenwerd) ist ein Schweizer Philosoph, Kurator, Publizist und Kunsthistoriker. Seit 1995 ist er Professor für Kunstgeschichte im medialen Kontext an der Kunsthochschule für Medien Köln und dort seit 1. April 2014 bis Eintritt des Ruhestands im März 2020 Rektor.

## Leben
Reck, aufgewachsen in Basel, ist verheiratet mit der Schmuckkünstlerin Christine Bruggmann, aus welcher Beziehung eine Tochter stammt: Lea Reck, geb. 1980, tätig in Grafik, Buchgestaltung, visueller Kommunikation, Kommunikationsdesign. Hans Ulrich Reck studierte u. a. bei Helmut Fahrenbach, Ernst Bloch, Walter Schulz, Otto Friedrich Bollnow, Josef Simon, Konrad Hoffmann, Donat de Chapeaurouge, Klaus Schwager, Jürgen Paul, Hans Ott, Hans Mayer, Walter Jens und Wilfried Barner Philosophie, Kunstgeschichte und Neuere deutsche Literaturwissenschaft an der Universität Tübingen (Abschluss mit dem Magister Artium 1976) und Kommunikationsdesign bei Bazon Brock an der Bergischen Universität – Gesamthochschule Wuppertal. Er wurde dort 1989 in Philosophie mit einer Arbeit – Titel „Grenzziehungen“ – über Ästhetiken in aktuellen Kulturtheorien promoviert und habilitierte sich 1991 mit der Venia legendi für „Ästhetik und allgemeine Kunstwissenschaft“ auf Grundlage der dann 1994 publizierten Habilitationsschrift Zugeschriebene Wirklichkeit. Alltagskultur, Design, Kunst, Film und Werbung im Brennpunkt von Medientheorie.
Von 1976 an arbeitete er als Journalist, freier Autor und Publizist, seit 1979 außerdem als Lehrer. 1987 erwarb er am Pädagogischen Institut/Kantonalen Lehrerseminar Basel-Stadt eine Lehrbefähigung in Kunstvermittlung/Kunsterziehung (gymnasiale Oberstufe). 1979 Mitgründer, war er bis 1981 auch Leiter eines Kultur- und Veranstaltungszentrums in Basel; 1983 bis 1986 Redakteur des Bulletins des Schweizerischen Bühnenverbandes.
1983 wurde er zum Vorsitzenden des Arbeitsrates des Internationalen Design Zentrums (IDZ) in Berlin bestellt – eine Funktion, die er bis 1986 ausübte. Darin und generell seit dieser Zeit anhaltende Zusammenarbeit mit Bazon Brock. Von 1982 bis 1995 war Hans Ulrich Reck Dozent für Kunstgeschichte, Architektur- und Designtheorie, Visuelle Kommunikation, Semiotik, Ästhetik und Medientheorie an der Höheren Schule für Gestaltung in Basel; von 1989 bis 1995 außerdem an der Höheren Schule für Gestaltung in Zürich. In Zürich führte er neben Theorie-Unterricht auch prägende Theorie-Gestaltungs-Projekte in Kooperation mit Aldo Walker und André V. Heiz durch.
Von 1986 bis 1996 arbeitete er intensiv mit Martin Heller und dem Stab des Museums für Gestaltung Zürich für die Realisierung von Ausstellungen, Katalogen, Symposien zusammen. In dieser Periode entstand die zwischen 1987 und 1990 erarbeitete und realisierte Ausstellung mit dem Titel „Imitationen. Nachahmung und Modell. Von der Lust am Falschen“ mit Übernahmen in Hagen und Berlin. Als Koproduktion mit der Höheren Schule für Gestaltung entstand „Euphorie und Elend. Berufsfeld visuelle Gestaltung“ (April 1991 bis Juli 1992), und die 1996 ausgerichtete Tagung „Ästhetik nach der Aktualität des Ästhetischen. Ein Symposium zu Perspektiven der Kulturentwicklung aus Anlass des 60. Geburtstages von Bazon Brock“.
Von 1984 an hielt er Vorträge in Deutsch, Englisch und Französisch und war als Veranstalter und Beitragender an Symposien, Workshops, Tagungen zu Philosophie, Ästhetik, Kunstgeschichte, Kunstwissenschaft und -theorie, Architektur und Design, Urbanistik und Semiotik in Deutschland, Österreich und der Schweiz sowie in Amsterdam, Bombay, Sâo Paulo, Chicago, New York, Rom, Paris, Venedig, Barcelona und Sydney beteiligt.
Mit Alois Martin Müller und Jörg Huber konzipierte er die 1991 beginnende Vortragsreihe „Interventionen“ (als Buchreihe erschienen bis 1998 im Verlag Stroemfeld/Roter Stern, Basel/Frankfurt). 1990/91 folgte die Konzeption und Herausgabe der Reihe „Querschüsse“ (Keyser Verlag, München). 1992–1995 arbeitete er als Vorsteher der Lehrkanzel und Professor für Kommunikationstheorie an der Hochschule für angewandte Kunst Wien. 1995 wurde Hans Ulrich Reck zum Professor für Kunstgeschichte im medialen Kontext an die Kunsthochschule für Medien Köln berufen. Im Rahmen seiner Arbeit an der KHM entwickelte er mit Siegfried Zielinski und Nils Röller das Jahrbuch für Künste und Apparate Lab.
Im Sommer und Herbst 1999 erarbeitete Hans Ulrich Reck zusammen mit dem Informatik-Kollegen der KHM, Georg Trogemann, ein Modellversuch-Forschungsprojekt im Auftrag der Bund-Länder-Kommission für die KHM und weitere Hochschulen. Initiierung, Co-Leitung und Realisierung dieses Modellversuchs im Rahmen des von der Bund-Länder-Kommission getragenen Mantelprojektes „Kulturelle Bildung im Medienzeitalter“ („Kubim“) wurde angelegt und durchgeführt als wissenschaftliche Grundlagenforschung unter dem Titel „Informatik, künstlerische Praktik und Kunsttheorie der digitalen Bildtechnologien“ (ab 2001 modifiziert unter dem Titel „KIT – Kunst – Informatik – Theorie“). Die Arbeiten daran erstreckten sich von Herbst 1999 bis zum Sommer 2003. Buch- und Netzpublikationen gingen daraus hervor (Hans Ulrich Reck, Kunst als Medientheorie. Vom Zeichen zur Handlung, 2003; Georg Trogemann/Jochen Viehoff, Code@Art. Eine elementare Einführung in die Programmierung als künstlerische Praktik, 2005; Code@Art wurde ebenfalls realisiert als Netz-Werkzeug; Hans Ulrich Reck mit Schoenerwissen/OfCD, txtkit 1.0 Visual Text Mining Tool, CDR und Netz-Tool, 2004).
1999/2000 beteiligte er sich auf Einladung von Michael Erlhoff an der Mitkonzeption und Beratung für eine Ausstellung und Katalog Heute ist morgen. Über die Zukunft von Erfahrung und Konstruktion (Kunst- und Ausstellungshalle der Bundesrepublik Deutschland, Bonn). Von 1998 bis 2000 bildete er zusammen mit Hartmut Böhme, Christina von Braun, Martin Burckhardt, Wolfgang Coy und Friedrich Kittler die Programmkommission für die Ausrichtung der Interface 5, die unter dem Titel „Politik der Maschine“ im Auftrag der Hamburger Kulturbehörde im September und Oktober 2000 in Hamburg durchgeführt und später in einer Publikation dokumentiert und reflektiert worden ist.
Vom November 2002 bis April 2003 erarbeitete Hans Ulrich Reck im Auftrag des Rektorates der Hochschule für Gestaltung und Kunst Zürich eine Expertise über die Rolle der Theoriefächer an Kunsthochschulen sowie Vorschläge für eine Reform der Theorieausbildung mit weiterführenden Materialien zur Geschichte der Künstlerausbildung, zu Wissenschafts- und Kunsttheorie.

## Wirken
In seinen Publikationen behandelt Reck Themen, Begriffe und Künstler auf enzyklopädische Art. Historisches wird verbunden mit metatheoretischem, epistemischen, gesellschaftstheoretischen, modernitätstheoretischen, soziologischen und philosophischen Einsichten. Seine Arbeit verhandelt sich auch Kunst, Medien und visueller Kultur, zur Kunst als Medientheorie, zum Syndrom Kreativität und zum Begriff Traum.
Reck unterscheidet Kunst mit Medien und Kunst durch Medien, um kategoriale Zuschreibungsroutinen einer Kunstgeschichte und Medienkunsttheorie zu erweitern.
Die Problematik der Unterscheidung von Träumen, Denken, Vorstellen sowie die Kunstformen des Traums und die Imaginationsformen der Vision wirft in seiner Arbeit die Frage auf, in welcher Verbindung das Phänomen des Bildlichen mit Wahrnehmen und Vorstellen in Verbindung stehen. Ausschlaggebend ist hier die Hypothese, dass Traum und Vision von den Darstellungen der Kunst und den Kunstformen des Imaginären in historischen Zäsuren beeinflusst werden. Der theoretischen Gehalt der Künste, besonders des 20. Jahrhunderts, im wird von Reck auf eine Rhetorik der Formgebung untersucht. Die Frage nach einer Kunst durch Medien dient der Schärfung auf die Reichtümer der Kunstgeschichte.
In Kunst als Medientheorie: Vom Zeichen zur Handlung und in Mythos Medienkunst (2002) werden Beispiele der Kunst und Kunstgeschichte untersucht: die Geschichte der Porträtmalerei seit der Renaissance, die zwischen Sichtbarkeitskult und hermetischer Allegorie oszillierenden Referenzmodelle von nature morte und holländischem Stillleben, die réalisations von Paul Cézanne, Bildfunktionen aus der Geschichte des Realismusbegriffs. In ähnlicher enzyklopädischer Weise kann Singularität und Sittlichkeit: Die Kunst Aldo Walkers in bildrhetorischer und medienphilosophischer Perspektive in dieser Reihe genannt werden. Kunst als Medientheorie und Traum: Enzyklopädie sind in weiteren Schritten ergänzt worden durch Studien zu einer Epistemologie des Bildes aus der Sicht der Künste.
Das Kompendium Index Kreativität entfaltet in 140 Kapiteln Aspekte der Kreativitätsforschung und ihrer Beziehungen zu den Künsten. Die Buchgestaltung spiegelt die nicht-lineare Komplexität unter Beigabe von Navigationsmitteln, Markierungen, Karten, Wegen, Verweisungen und um einen transkulturellen Kontext erweitert. Die Künste werden aus zivilisatorischer Perspektive diverser Historien und Geographien diskutiert (Afrika, Asien, Aborigine-Australien, USA).
Seine Ästhetik und Kunsttheorie entwickelte Reck in Auseinandersetzung und Zusammenarbeit mit Bazon Brock, Jörg Huber, Jörg Zimmermann, Dietmar Kamper, Michael Erlhoff, Christian Reder, Bernd Ternes und einer Reihe von sehr unterschiedlich arbeitenden Künstlern. Reck verzahnt so Theorie und Praktik, Reflexion und Poetik in Ateliers und Werkstätten.
Reck ist unter anderem mitwirkend an folgenden Monographien
- Serge Brignoni (1984),
- Ludwig Stocker (1986),
- Siah Armajani (1991)

eine Auswahl an Ausstellungen und Publikationen
- Jean Zuber (1985/6),
- U. Michel (1993),
- Zelko Wiener (1994)
- Franziska Zumbach (1995),
- Mischa Kuball (1997/2002),
- Aldo Walker (2003/4) und
- Erik Steinbrecher (Knacki, 2008).

1999 trug er als Co-Editor (zusammen mit Michael Hardt, Luther Blissett u. a.) zur Realisierung des Projektes 10-dencies: lavoro immateriale der Künstlergruppe „Knowbotic Research“ (KR+cF) für die Biennale Venedig 1999 bei. Die kollaborative Installation wurde als offizieller Beitrag Österreichs, ausgewählt und kuratiert von Peter Weibel, gezeigt.
Mit Andreas M. Kaufmann entwickelt er für den Projekt- und Ausstellungszyklus „Ruhr Atoll 2010. Kunst und Energie“ der Kulturhauptstadt Essen 2010 eine Kooperation unter dem Arbeitstitel „Freiheit ist die optimale Verteilung von Abhängigkeit“.

## Publikationen (Auswahl)
- Design/Theorie. Essays 1982 bis 2020, Birkhäuser Verlag, Basel 2022, ISBN 978-3-0356-2522-6
- Spiel Form Künste. Zu einer Kunstgeschichte des Improvisierens, als Herausgeber, mit einem Nachwort von Bernd Ternes, Philo Fine Arts, Hamburg 2010, ISBN 978-3-86572-661-2
- Traum. Enzyklopädie, Wilhelm Fink Verlag, München 2010, ISBN 978-3-7705-4396-0
- Index Kreativität (Köln 2007)
- Eigensinn der Bilder. Bildtheorie oder Kunstphilosophie? (München 2007)
- Das Bild zeigt das Bild selber als Abwesendes. Zu den Spannungen zwischen Kunst, Medien und visueller Kultur (Wien/New York 2007)
- The Myth of Media Art. The Aesthetics of the Techno / Imaginary and an *Art Theory of Virtual Realities (Weimar 2007)
- Singularität und Sittlichkeit. Die Kunst Aldo Walkers in bildrhetorischer und medienphilosophischer Perspektive (Würzburg 2004)
- Aldo Walker, 'Morphosyntaktisches Objekt' – Kunstfigur und rhetorische Emphase (Aarau 2003)
- Kunst als Medientheorie. Vom Zeichen zur Handlung (München 2003)
- Mythos Medienkunst (Köln 2002)
- Junggesellenmaschinen (erw. Neuausg. zus. mit Harald Szeemann, Wien/New York 1999)
- Erinnern und Macht. Mediendispositive im Zeitalter des Techno-Imaginäreöln, 1996–2002 (u. a. zus. mit Siegfried Zielinski, 6 Bde., Köln)
- Zugeschriebene Wirklichkeit. Alltagskultur, Design, Kunst, Film und Werbung im Brennpunkt von Medientheorie (Würzburg 1994)
- Grenzziehungen. Ästhetiken in aktuellen Kulturtheorien (Würzburg 1991)
- mit einem Beitrag von Christine Bruggmann: Ritualkunst zwischen Kult und  Museum. Dissonante Ästhetiken am Beispiel Afrikas (Edition KHM Band 1), Herbert von Halem, Köln 2017, ISBN 978-3-86962-230-9

## Audio
Als Audioaufnahmen von Reck erschienen:
- KHM Audiolectures 01: Geschichte der Künste im medialen Kontext, (CD-Rom, Köln 2003)
- KHM Audiolectures 02: Geschichte der Künste im medialen Kontext; 'Brechungen, Setzungen, Expansionen: Einführung und Übersicht zu Entwürfen, Praxen, Philosophien der bildenden Künste im 20. Jahrhundert', (Köln, 2006)